# Midea Group
Midea Group Co Ltd es una compañía multinacional de electrodomésticos china. Fundada en 1968 en la ciudad de Shunde, provincia de Cantón, China, cuenta con más de 126 000 empleados en diversos países. Inicialmente, se especializó en pequeños electrodomésticos y acondicionadores de aire con sistema split, que obtuvieron gran aceptación por los consumidores. En 2007, la compañía Midea amplió su campo de actuación, incluyendo equipamientos de gran porte y creando una división de soluciones de ingeniería. Ya en 2009, la empresa aumentó su cartera de productos con la línea de grandes electrodomésticos y acondicionadores de aire, agua y gas. En algunos productos, cuenta con una penetración de más del 50% en el mercado chino.

## Historia
En mayo de 2016, Midea adquiere una gran mayoría de Kuka, acrónimo de Keller und Knappich Augsburg, una empresa bávara pionera en robots industriales durante décadas. La operación se realiza por un monto total de 4 700 millones de dólares, el doble de la facturación de esta compañía de 12 000 empleados. Estados Unidos se opuso a esta venta en su territorio, exigiendo que la sucursal estadounidense se vendiera a las autoridades competentes tras la adquisición de la central alemana. Con la operación, la compañía china tendrá casi el 95 por ciento de las acciones de Kuka. 
En junio de 2016, Toshiba vende una participación del 80% en su división de electrodomésticos a Midea. En noviembre de 2016, Paul Fang, presidente y CEO de Midea, anunció que la compañía china también había adquirido el 80% del fabricante italiano de aire acondicionado Clivet SpA, con sede en Feltre (Belluno) y con intereses en España.

## Operaciones en Brasil
En Brasil, Midea se estableció a finales de 2006, a través de una empresa conjunta con el nombre de FirstGroup, formando así, la Midea de Brasil. El primer año de vida, Midea alcanzó la histórica marca de 84 mil aparatos vendidos en sólo 11 meses de operación.
El día 23 de febrero de 2010, cerró un acuerdo de 10 meses con el club profesional de fútbol Grêmio Foot-Ball Porto Alegrense para patrocinarlo en sus camisetas. En consonancia con la prensa, el valor es de 5 millones de reales.
En 2011, Midea y el fabricante estadounidense Carrier anunciaron una joint-venture para distribución de los productos de climatización en Sudamérica. El Grupo Midea-Carrier es detentor de las marcas Springer, Toshiba y Comfee, además de las marcas Midea y Carrier.